# (8083) Mayeda
(8083) Mayeda est un astéroïde de la ceinture principale.

## Description
(8083) Mayeda est un astéroïde de la ceinture principale. Il fut découvert le 1er novembre 1988 à Geisei par Tsutomu Seki. Il présente une orbite caractérisée par un demi-grand axe de 2,79 UA, une excentricité de 0,23 et une inclinaison de 9,0° par rapport à l'écliptique.

## Compléments